# Jonathan F. Wendel
Jonathan Fox Wendel (* 30. November 1954) ist ein US-amerikanischer Botaniker an der Iowa State University. Er gilt als Experte für Baumwolle. Sein Autorenkürzel lautet Wendel.

## Leben und Wirken
Jonathan F. Wendel erwarb 1976 an der University of Michigan einen Bachelor in Botanik, an der University of North Carolina at Chapel Hill 1980 einen Master und 1983 einen Ph.D. Nach einer Tätigkeit als Genetiker an der North Carolina State University erhielt er 1986 eine Stelle als Assistant Professor in der Abteilung für Botanik der Iowa State University, 1991 wurde er Associate Professor, 1996 wurde er ordentlicher Professor. Gastprofessuren führten ihn 1997/98 an das Weizmann-Institut für Wissenschaften in Israel und 2019 an die Kew Gardens und die Queen Mary University of London im Vereinigten Königreich.
Er war von 2003 bis 2017 Gründungsinhaber des Lehrstuhls in der Abteilung für Ökologie, Evolution und organismischer Biologie an der Iowa State University. Hier ist er heute (Stand 2024) Distinguished Professor.
Wendel und Mitarbeiter untersuchen die Beziehungen von molekularer Evolution und genotypischer beziehungsweise phänotypischer Diversität. Hierbei gilt die Aufmerksamkeit insbesondere der Genom-Verdopplung (Polyploidie). Als Modellorganismen dienen Pflanzen der Gattung Gossypium (Baumwolle), von der vor tausenden Jahren unabhängig voneinander zwei diploide und zwei polyploide Spezies domestiziert wurden.
Laut Google Scholar hat Wendel einen h-Index von 112, laut Datenbank Scopus einen von 84 (jeweils Stand Juli 2024).
Wendel ist Extremsportler (Ultramarathon).

## Auszeichnungen (Auswahl)
- 2010 Fellow der American Association for the Advancement of Science
- 2015 Distinguished Fellow der Botanical Society of America
- 2023 Mitglied der National Academy of Sciences[5]
- 2023 Mitglied der American Academy of Arts and Sciences[6]